# Playa de Monteblanco
La playa de Monteblanco es una playa localizada en La Manga del Mar Menor, dentro del municipio español de Cartagena (Región de Murcia), y bañada por las aguas del mar Mediterráneo.